# Taxocrinidae
De Taxocrinidae zijn een familie van uitgestorven zeelelies uit de klasse van de Crinoidea.

## Geslachten
- Eutaxocrinus Springer 1906
- Nevadacrinus Lane & Webster 1966
- Taxocrinus Phillips 1843